# 管理會計
管理會計（英語：Management accounting）是應用會計學而收集來的企業數據及報表，給予公司內部管理人參考和監控企業活動及適時作出決策及修訂等。管理會計報表跟財務報表有所不同，後者有國際公認的國際財務報告準則及格式和內容。上市公司的財務報表是公開發表的，其中某些公司的內部數據屬於敏感的商業秘密，例如生產成本和採購價格等。而以上資料，在管理會計報表中皆可以清楚列出，方便指定管理人的決策工作。

## 功能
以下列出現代管理會計之功能：
1. 規劃：短期規劃又稱為預算，以按季或按年編制預計之財務報表為目的，長期規劃係指三年至五年為期，提供充分之攸關公司資訊。
2. 組織：利用管理會計資訊，調節各部門之日常運作。
3. 決策：管理會計人員運用管理會計方法提供相關比較資訊於管理階層決策。
4. 控制：比較預期與實際，及時修正方法與決策。
5. 激勵：好的管理會計制度能協助管理當局營造高誘因之工作環境。

## 特色
以下列出現代管理會計之特色：
- 新產業結構與高科技生產技術
- 及時化
- 作業基礎成本管理
- 標竿制度
- 平衡計分表
- 委外代工
- 電子商務